# Albert et David Maysles

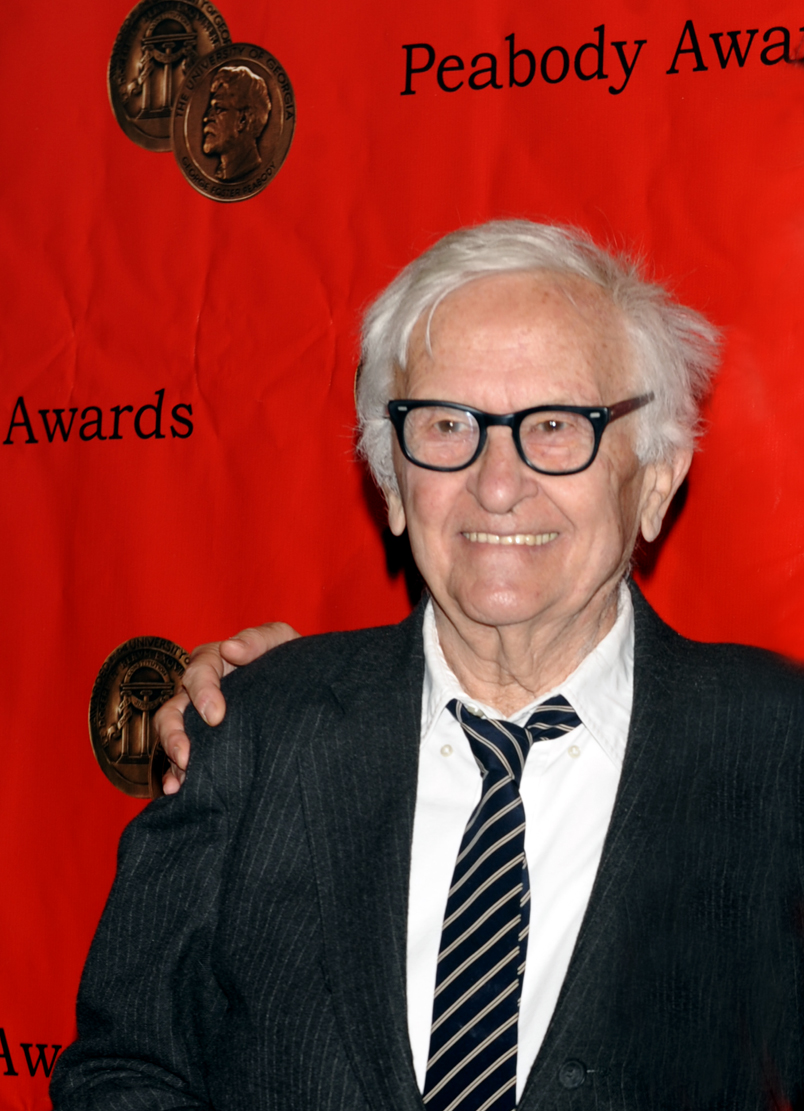
Albert Maysles

Albert Maysles, né le 26 novembre 1926 et mort le 5 mars 2015, et David Maysles, né le 10 janvier 1931 à Brookline au Massachusetts (États-Unis) et mort le 3 janvier 1987 à New York (New York), sont des directeurs de la photographie, réalisateurs, producteurs, monteurs et scénaristes américains.

## Biographie
Les deux frères sont nés à Dorchester un quartier de Boston et ils y ont vécu jusqu'à ce que leur famille s’installe à Brookline, dans le Massachusetts, quand Albert a 13 ans. Leurs parents sont tous les deux des juifs immigrés aux États-Unis ; leur père, né en Ukraine, travaille dans un bureau de poste, tandis que leur mère, originaire de Pologne, est maitresse d’école.
Surtout connu pour son travail au cinéma direct (cinéma vérité), Albert n'a pas commencé sa carrière comme cinéaste ; il a reçu un degré de maitrise ès Arts de l'université de Boston où il a enseigné la psychologie pendant trois ans avant de se tourner vers le cinéma. Il fait un voyage en Russie pour prendre des photos d'un hôpital psychiatrique, et y  retourne l'année suivante avec un appareil photo donné par CBS pour filmer son premier documentaire, Psychiatrie en Russie.
Leur film de 1964 sur les Beatles constitue la colonne vertébrale du DVD The Beatles: The First U.S. Visit (en) [réf. nécessaire] et ces images, restaurées en 4K, sont réutilisées pour le téléfilm Beatles '64, qui sort le 29 novembre 2024. Plusieurs films de Maysles traitent de projets artistiques par Christo et Jeanne-Claude sur une période de trois décennies, à partir de 1974 où Christo's Valley Curtain (en) a été nommé pour un Oscar jusqu'en 2005 où The Gates a fait sensation au Festival du film de Tribeca.
Albert passe son baccalauréat en 1949 à l'université de Syracuse avant d’acquérir un master à l'université de Boston. Après la mort de son frère, il continue seul à réaliser des films. Jean-Luc Godard a un jour appelé Albert Maysles "le meilleur caméraman américain". En 2005, Albert Maysles se voit attribuer un prix pour l’ensemble de son œuvre au festival tchèque du film AFO (Academia Film Olomouc (en)). 
En 2005, Albert Maysles fonde le Centre Documentaire Maysles, une organisation à but non lucratif consacrée à l'exposition et à la production de films documentaires inspirant le dialogue et l'action à Harlem.

## Filmographie

### comme directeur de la photographie
- 1955 : Psychiatry in Russia
- 1957 : Youth in Poland
- 1960 : Yanki No!
- 1960 : Primary (film)
- 1963 : Showman
- 1964 : What's Happening! The Beatles in the U.S.A. (TV)
- 1965 : Sean O'Casey: The Spirit of Ireland
- 1965 : Paris vu par...
- 1966 : A Visit with Truman Capote
- 1966 : Meet Marlon Brando
- 1968 : Monterey Pop
- 1969 : Salesman
- 1970 : Gimme Shelter
- 1974 : Christo's Valley Curtain
- 1975 : Grey Gardens
- 1978 : Running Fence
- 1980 : Muhammad and Larry
- 1985 : Ozawa (TV)
- 1986 : Vladimir Horowitz: The Last Romantic (TV)
- 1986 : Jimi Plays Monterey
- 1987 : Horowitz Plays Mozart (vidéo)
- 1987 : Islands (TV)
- 1988 : Jessye Norman Sings Carmen
- 1990 : Christo in Paris
- 1991 : Soldiers of Music
- 1992 : Baroque Duet
- 1992 : Abortion: Desperate Choices (TV)
- 1994 : The Beatles: The First U.S. Visit (vidéo)
- 1994 : Umbrellas
- 1996 : When We Were Kings
- 1996 : Letting Go: A Hospice Journey
- 1996 : Deutschen Volke, Dem
- 1997 : Concert of Wills: Making the Getty Center
- 2001 : LaLee's Kin: The Legacy of Cotton (TV)
- 2001 : The Paris Review: Early Chapters (vidéo)
- 2001 : With the Filmmaker: Portraits by Albert Maysles (série TV)
- 2002 : Stages: Three Days in Mexico - Britney Spears (vidéo)
- 2004 : The Jeff Koons Show (TV)
- 2004 : A Dog's Life: A Dogamentary
- 2004 : In Good Conscience: Sister Jeannine Gramick's Journey of Faith
- 2005 : Stolen
- 2005 : This Is an Adventure (vidéo)
- 2005 : Pretty Things (TV)
- 2006 : Not a Photograph: The Mission of Burma Story
- 2006 : When the Road Bends: Tales of a Gypsy Caravan
- 2006 : The Beales of Grey Gardens
- 2007 : Scapegoat on Trial

### comme réalisateur
- 1955 : Psychiatry in Russia
- 1957 : Youth in Poland
- 1963 : Showman
- 1964 : What's Happening! The Beatles in the U.S.A. (TV)
- 1966 : A Visit with Truman Capote
- 1966 : Meet Marlon Brando
- 1968 : A Journey to Jerusalem
- 1969 : Salesman
- 1970 : Gimme Shelter
- 1974 : Christo's Valley Curtain
- 1975 : Grey Gardens
- 1978 : Running Fence
- 1980 : Muhammad and Larry
- 1985 : Ozawa (TV)
- 1986 : Vladimir Horowitz: The Last Romantic (TV)
- 1987 : Horowitz Plays Mozart (vidéo)
- 1987 : Islands (TV)
- 1988 : Jessye Norman Sings Carmen
- 1990 : Christo in Paris
- 1991 : Soldiers of Music
- 1992 : Sports Ilustrated: Swimsuit '92 (vidéo)
- 1992 : Baroque Duet
- 1992 : Abortion: Desperate Choices (TV)
- 1994 : The Beatles: The First U.S. Visit (vidéo)
- 1994 : Umbrellas
- 1996 : Letting Go: A Hospice Journey
- 1997 : Concert of Wills: Making the Getty Center
- 2001 : LaLee's Kin: The Legacy of Cotton (TV)
- 2001 : With the Filmmaker: Portraits by Albert Maysles (série TV)
- 2005 : This Is an Adventure (vidéo)
- 2006 : Time Piece
- 2006 : The Beales of Grey Gardens

### comme producteur
- 1969 : Salesman
- 1974 : Christo's Valley Curtain
- 1975 : Grey Gardens
- 2007 : Scapegoat on Trial

### comme scénariste
- 1997 : Concert of Wills: Making the Getty Center

### David Maysles comme monteur
- 1966 : A Visit with Truman Capote
- 1969 : Salesman